# Тюменцевська сільська рада
Тюме́нцевська сільська рада (рос. Тюменцевский сельский совет) — сільське поселення у складі Тюменцевського району Алтайського краю Росії.
Адміністративний центр та єдиний населений пункт — село Тюменцево.

## Населення
Населення — 5096 осіб (2019; 5576 в 2010, 5805 у 2002).